# Hyrtios proteus
Hyrtios proteus är en svampdjursart som beskrevs av Duchassaing och Giovanni Michelotti 1864. Hyrtios proteus ingår i släktet Hyrtios och familjen Thorectidae.
Artens utbredningsområde är havet kring Brittiska Jungfruöarna. Inga underarter finns listade i Catalogue of Life.